# エグゼクティブリーダーズ・フォーラム
エグゼクティブ・リーダーズ・フォーラムは、意思決定者の視点から、企業経営について討議するメンバーシップ制のコミュニティである。上場企業等の部長該当職層以上を資格制限とするフォーラムとしては、日本最大。メンバーは 3,000名を超えている（2008年10月時点）。
同フォーラムを基盤とする、幹部ビジネスマンのためのSNSも存在する（ITmediaエグゼクティブ）。実務から遊離しがちの既存学会とは異なる、実学の場をめざしているように思われる。

## ミッション・ステートメント
エグゼクティブ・リーダーズ・フォーラムは、次代を担う経営幹部が、学界と実務界の壁、企業間の壁を越えて、知と経験を交換・共有することで自らの潜在力を最大に引き出し、新しい経営モデルとITモデルを構築し、日本産業の永続的繁栄を図ることを目的とする。